# Prevrteno
Prevrteno (macedoni Превртено) és una pel·lícula de Macedònia del Nord dirigida per Igor Ivanov Izi, basada en el guió de Venko Andonovski i Igor Ivanov Izi, basat en la segona part de la novel·la Папокот на светот de Venko Andonovski.
La pel·lícula està produïda per Sector Film Skopje, Mainframe Production Zagreb i Cinears Belgrade.
Els productors de la pel·lícula són Vladimir Anastasov i Igor A. Nola, el director de fotografia és Tommy Salkovski, i la música està signada per Zoran Spasovski. A la pel·lícula també s'utilitzen cançons de la llegendària banda punk de Skopje Badmintons.

## Repartiment
- Milan Tocinovski - Jan Ludwig
- Sanja Trajkoviћ - Lucia
- Slavisha Kajevski - Pavel
- Nikola Ristanovski - Pere
- Ines Bojaniћ - Zuzu
- Yordan Simonov
- Elena Serafimoviћ - Ina
- Jovica Mihajlovski - Cap
- Maria Kondovska - Venedora
- Горђи Jolevski - Director de circ
- Silvia Stojanovska - La mare de Pavel
- Ferenc Peter - Conductor
- Goce Todorovski - Oficial de duanes

## Recepció i premis
L'estrena mundial va ser al Festival Internacional de Cinema de Karlovy Vary de 2007 i va guanyar el premi al millor director al XXVIII edició de la Mostra de València